# Ionomère

Exemple de structure intermoléculaire : schéma du pontage ionique -carboxylate-cation bivalent-carboxylate-

Un ionomère est un copolymère thermoplastique « réticulé ioniquement ». La réticulation améliore la cohésion du polymère et la conductivité électrique.

Dans un ionomère, une faible proportion (de 1 à ~10 %) de motifs de répétition porte des groupes ioniques et/ou ionisables. Le pontage ionique entre chaînes est formé par des cations bivalents tels Zn++, Ca++ et Mg++.

Certaines protéines peuvent être classées dans les ionomères.

Le premier ionomère, apparu en 1964, est commercialisé sous le nom de Surlyn (Du Pont). Il s'agit d'un copolymère de l'éthylène avec un monomère de vinyle (acide méthacrylique) polaire.
Par exemple, le groupe ionisable situé le long des chaînes après copolymérisation peut être un carboxyle. Après traitement par un sel de zinc, un groupe carboxylate de zinc peut donner une liaison ionique :
~-COO−(Zn++)−OOC-~.
Bien que le groupe carboxyle réduise la cristallinité, les liaisons ioniques augmentent la rigidité. Ces liaisons sont de moyenne énergie (10-20 kcal/mol, contre 60-100 kcal/mol pour des liaisons covalentes) et réversibles à chaud.

Les ionomères sont flexibles, transparents et sans danger pour la santé, conservent leur forme à chaud, résistent à la perforation, à l'abrasion, aux chocs jusqu'à 100 °C (utilisation comme enveloppe de balle de golf), aux bases, aux solvants organiques, aux graisses et huiles, et aux intempéries comme les polyoléfines. Cependant, leur tenue aux acides, aux alcools, à l'acétone, aux hydrocarbures aromatiques et chlorés est faible.

Ils sont surtout transformés en feuilles pour le formage sous vide (très haut rapport d'étirage, utilisation comme membrane hémiperméable et film barrière pour pellicules multicouches obtenues par coextrusion).

Selon les types, la densité se situe entre 0,93 et 0,97, et la température maximale d'utilisation entre 70 et 80 °C. La température de transition vitreuse Tg avoisine 10 °C. Des types difficilement inflammables (ILO plus élevé) sont disponibles.

## Architecture des ionomères
La distribution des sites ioniques dans la chaîne polymère peut être :
- aléatoire : ionomères statistiques ;
- contrôlée : ionomères téléchéliques, par exemple.

La très grande majorité des ionomères décrits sont des ionomères statistiques.

## Synthèse des ionomères statistiques
Les méthodes d’introduction des groupes ioniques dans les ionomères statistiques peuvent être classées selon le moment où les sites ioniques sont générés par rapport à la polymérisation :
- avant la polymérisation : un des réactifs de polymérisation comporte déjà le site ionique ;
- durant la polymérisation : deux fonctions vont réagir ensemble pour donner les sites ioniques dans la chaîne polymère ;
- après la polymérisation : le site ionique est formé par post-modification d’un site précurseur ionogène.

Le choix de la méthode de synthèse peut être basé sur quatre paramètres :
- le type de la charge ionique ;
- la position de la charge ionique ;
- la réactivité des sites ionogènes ;
- dans certains cas, la stabilité des sites ioniques.

De manière générale, les anionomères ne comportent pas de sites ioniques incorporés dans la chaîne polymère et les cationomères sont les seuls à pouvoir être préparés par les trois méthodes de synthèse.

## Propriétés des ionomères
Les charges ioniques ont une influence sur la microstructure et les propriétés des matériaux polymères. Les propriétés observées dépendent surtout des paramètres suivants :
- le nombre de sites ioniques ;
- le type de contre-ion ;
- la longueur et structure du (ou des) groupe(s) alkyle lié(s) au site ionique.

Typiquement, les charges ioniques contribuent à la réticulation physique du matériau et améliorent donc les propriétés mécaniques des ionomères.

## Utilisation des ionomères
Les ionomères sont utilisés entre autres pour fabriquer des adhésifs, des membranes et des élastomères thermoplastiques.